# (80008) Danielarhodes
(80008) Danielarhodes est un astéroïde de la ceinture principale.

## Description
(80008) Danielarhodes est un astéroïde de la ceinture principale. Il fut découvert le 4 avril 1999 à San Marcello Pistoiese par Luciano Tesi et Andrea Boattini. Il présente une orbite caractérisée par un demi-grand axe de 3,03 UA, une excentricité de 0,07 et une inclinaison de 9,9° par rapport à l'écliptique.

## Compléments